# Rudolph Bay
David Vilhelm Rudolph Bay (9. juli 1791 i København – 15. maj 1856 smst) var en dansk sanger og komponist.
Han blev student 1808 og studerede teologi, men blev i 1815 volontør i Det udenrigske Departement og 1816-1831 konsulatssekretær i Algier. Under sit ophold i Algier komponerede han bl.a. melodien til Vift stolt paa Kodans Bølge, (1817) som er den kendteste af hans sange. I 1819-1820 rejste han i Italien, hvor han tog undervisning i sang hos kapelmester Serletti i Rom.
Ved hjemkomsten til København i 1831 blev han kantor (leder af kirkekoret) ved Holmens Kirke (1831-1856). Desuden beskæftigede han sig en med sangundervisning for seminarier og børneskoler.
I 1840 skrev han et lille hæfte: Om Kirkesangen i Danmark og Midlerne til dens Forbedring, hvori han slog til lyd for en reform af kirkesangen. Hans kritik var ikke – som senere Laubs – rettet mod salmerepertoiret, men mod menighedens sanglige formåen. I pjecen giver han en malende beskrivelse af peblingesangen på dens sidste stadium inden ordningens afskaffelse. Kordrengene beskrives som "gadens rå pøbel!", deres sang som "uartikuleret skrigeri" og deres optræden så "tøjlesløs og udisciplineret", at den enten får kirkegængerne til at holde sig væk eller bevirker, at de først kommer, når prædikenen begynder, og skynder sig ud, så snart den er forbi. Som det første middel til kirkesangens forbedring anbefaler Bay, at skoledrengenes sang afskaffes.
Bay udnævntes til kammermusikus og i 1834 til titulær professor. 1852 fik han Fortjenstmedaljen i guld.
Kulturværdiudvalget nedlagte i 2001 udførselsforbud for en Amati violin fra 1627, som Rudolph Bay formentlig købte under sin rejse til Italien i 1819-1820. Violinen omtales i hans dagbogsoptegnelser den 4. august 1820, hvor han befinder sig i Genua. Violinen er blandt de tidligste instrumenter af de store italienske violinbyggere fra Cremona (Amati, Stradivarius, Guerneri), som kan dokumenteres i dansk eje. I 1942 købte Carl Nielsens svigersøn, violinvirtuosen Emil Telmanyi violinen, og den forblev i hans eje frem til hans død i 1988.
Den nuværende ejer af violinen er violinisten Elisabeth Zeuthen Schneider, som har købt instrumentet af Telmanyis familie.
Han er begravet på Holmens Kirkegård.

## Musikken
I en bog om Sophus Hagen, i hvis barndomshjem Bay kom, fortælles at hans force var små indsmigrende romancer, hvilket fremgår af følgende anonyme vers fra bogen Sophus A. E. Hagen af Emil Reimer (1927):
| Citat | En Frøken klædt i Musselin, Fast intet andet sanser, End Ingemann og Maaneskin Og Rudolph Bay's Romancer | Citat |
|       | |       |

- Als-sangen
- Fred hviler over land og by (1827)
- Vift stolt på Kodans Bølge (1817)
- Lazarilla (syngespil 1853)
- syngespil
- kantater
- Sange i Wikisource

## Selvbiografiske skrifter
- Sentimentalsk Reise giennem Europa til Algier 1816 (Memoirer og Breve, 32.), 1920.
- I Algier og Italien 1816–21 (Memoirer og Breve, 33.), 1920.
- Musikalsk Rejse 1842–43 (Memoirer og Breve, 34.), 1921.